# Церковь Всех святых в Бриксуорте
Церковь Всех святых в Бриксуорте (англ. All Saints' Church, Brixworth) — приходская церковь в деревне Бриксуорт (Нортгемптоншир). Является прекрасным образцом ранней англосаксонской архитектуры и наиболее полно сохранившейся постройкой этой эпохи. Историк архитектуры сэр Альфред Клэпем назвал её «вероятно, наиболее впечатляющей сохранившейся постройкой VII века к северу от Альп». В 1954 году признана объектом культурного наследия Англии I класса.
У церкви похоронены несколько солдат Первой и Второй мировых войн.
Приходские архивы известны с 1546 года и хранятся в Нортгемптоне. Там же хранятся списки бриксуортских семей с XVI по XVIII века, составленные викарием (1735—1770) преподобным Джеймсом Джексоном.
| Длина  | нефа        | 60 футов (18 м) |
| Длина  | пресвитерия | 30 футов (9 м)  |
| Ширина | нефа        | 30 футов (9 м)  |
| Ширина | пресвитерия | 30 футов (9 м)  |

## История и архитектура

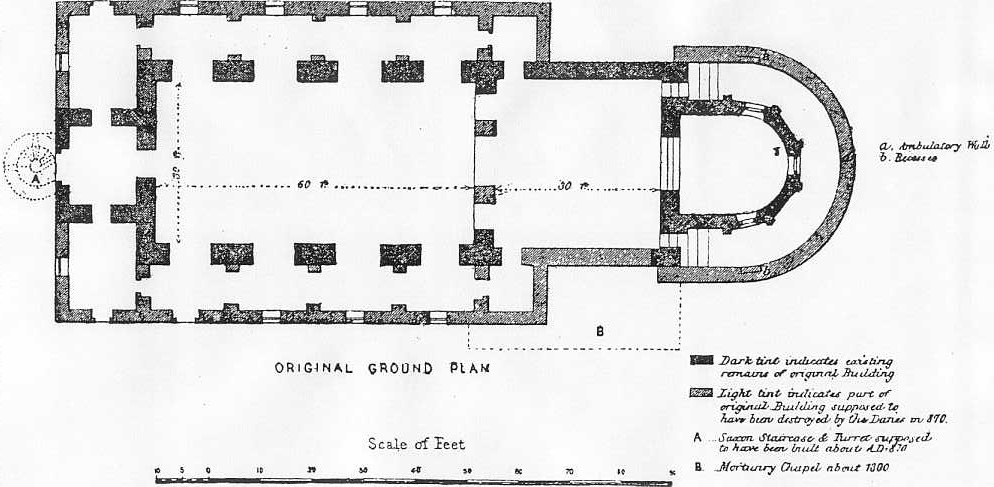
План VII в. (реконструкция)

Хроника Питерборо упоминает Бриксуортское аббатство, основанное епископом Мерсийским Сексвульфом ранее смерти короля Вульфхера (675). Части здания VII века существуют наряду с добавлениями X, XIV и XIX веков, например, деамбулаторием. В плане здание представляет собой базилику, разделённую на нефы столбами вместо колонн.
Древнейшие сохранившиеся части — неф, южная и северная аркады, пролёты которых заложены, и в стенах пробиты окна, пресвитерий, отделённый большой аркой, и фундамент полуциркульной абсиды. Западная башня была прежде двухъярусным нартексом. В X веке нартекс стал башней, к которой пристроили лестничную клетку в виде полукруглой башни. Подобных башен в Англии сохранилось всего четыре, ближайшая и совершенно аналогичная — в церкви св. Андрея в Бригстоке, 20 миль (32 км) от Бриксуорта. Для укрепления западной стены нефа прежняя одиночная арка заменена тремя арками меньшего пролёта на типично англосаксонских колонках.
В XIII веке пристроен южный боковой неф, к пресвитерию добавлена южная капелла, полуциркульная абсида заменена прямой, башня ещё надстроена и увенчана нынешним шпилем в виде восьмигранной пирамиды на квадратном основании.

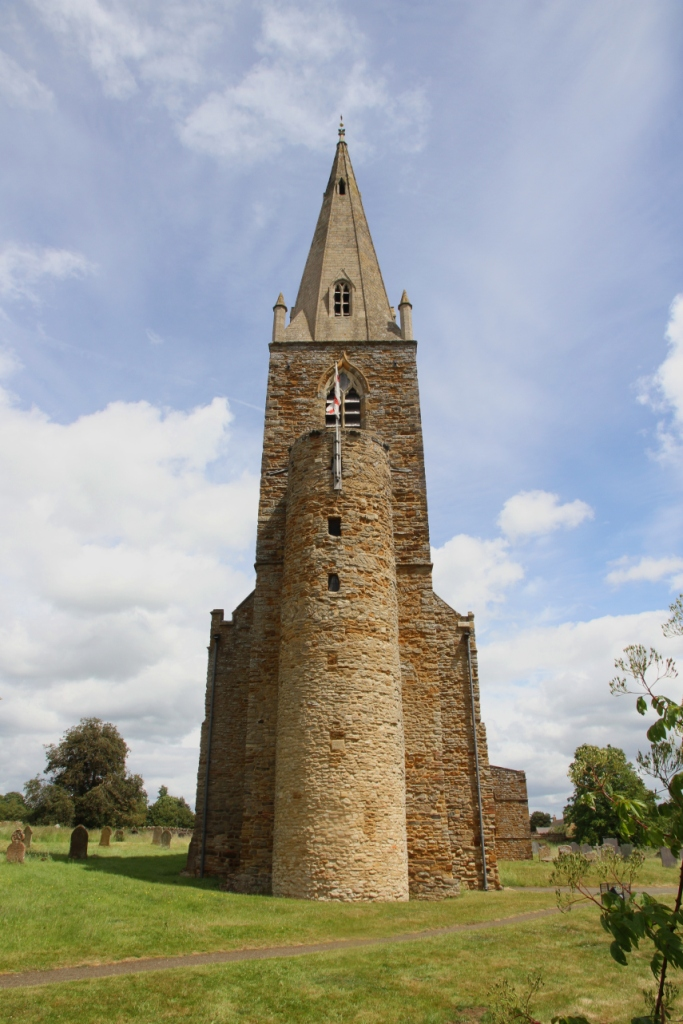
Вид с запада. Башня для лестницы пристроена в X веке, верхние ярусы башни и шпиль — XIV век

Раскопки показали, что по обеим сторонам нынешнего главного нефа были пристроенные объёмы (см. реконструированный план), в западном конце находился нартекс, через который входили в церковь, а под полом арки, отделяющей пресвитерий от нефа, сохранились фундаменты двух столбов, которые свидетельствуют, что эта арка прежде была трёхпролётной. После нормандского завоевания построен нынешний вход с южной стороны.
Первое здание было построено из вторично использованных римских стройматериалов, анализ которых показывает, что они взяты, вероятно, из руин городов лат. Lactodurum (ныне Тоу(че)стер) и лат. Ratae Corieltauvorum (ныне Лестер). Арки сложены из кирпича римского образца.
Вокруг первоначальной абсиды проходила подземная галерея, перекрытая коробовым сводом, в которой, вероятно, хранились святыни.

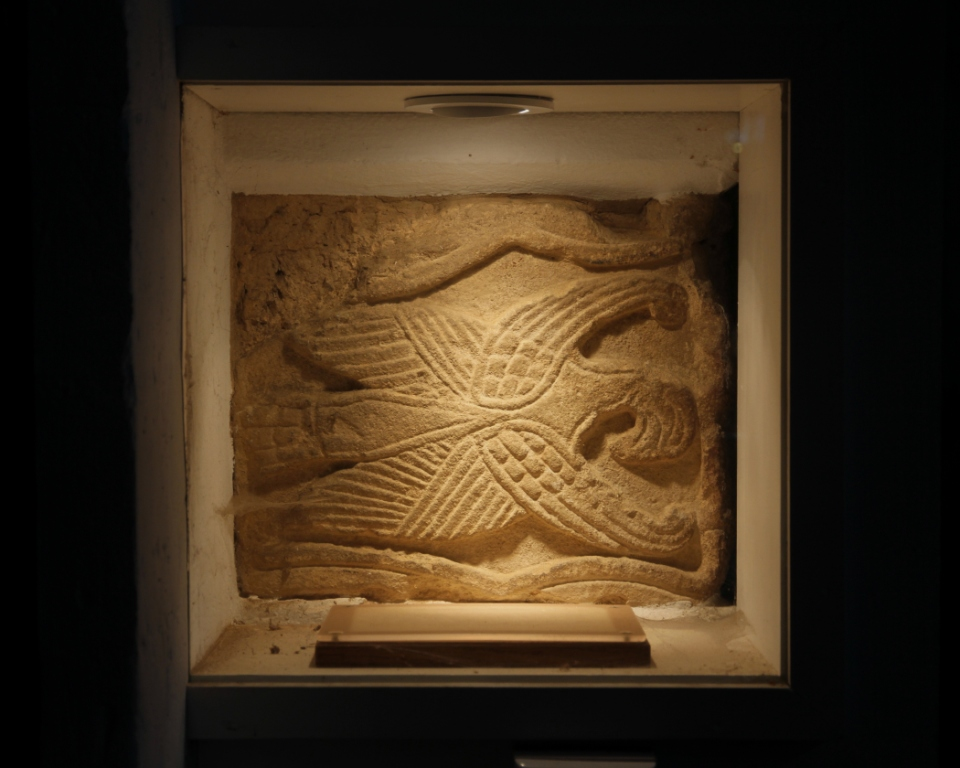
Рельеф с орлом, символом Иоанна Богослова. Был частью каменного креста, вероятно, IX века

Бриксуорт, судя по необычной величине церкви, пытаются атрибутировать как Кловешо — неизвестное ныне место, в котором в VIII—IX веках проходили церковные соборы англосаксонских епископов и королей.
В 1865–66 годах по плану викария и исследователя церкви Чарльза Фредерика Уоткинса была разобрана значительная часть средневековых конструкций. Был открыт подземный деамбулаторий вокруг прежней абсиды, юго-восточная капелла укорочена, а крыльцо разобрано, Всё это было сделано для того, чтобы открыть наиболее древние части.

## Колокола
На звоннице церкви имеется шесть колоколов. Колокола со второго по пятый отлиты в Лестере в 1622 году, тенор — в 1683 в Чакомбе, верхний голос — в 1993 году Уайтчепельской колоколитней.

## Внешние ссылки
- Historic England. Details from listed building database (1054866) (англ.). National Heritage List for England.
- Website of All Saints Church Brixworth Northamptonshire
- Friends of All Saints Church Brixworth Northamptonshire
- Ball, Harry. A Visit to All Saints' Church at Brixworth in Northamptonshire. Tha Engliscan Gesiðas. Архивировано из оригинала 12 октября 2010 года.